# Ванила Скай
„Ванила Скай“ (на английски: Vanilla Sky) е американски игрален филм от 2001 г. на режисьора Камерън Кроу. В него участват Том Круз, Пенелопе Крус, Камерън Диас, Джейсън Лий, Кърт Ръсел и други. Филмът е римейк на испанския Отвори очи от 1997 г., на режисьора Алехандро Аменабар („Другите“, „Морето в мен“). Филмът е по сценарий на Матео Хил и Алехандро Аменабар.

## Награди и номинации
| Награда                              | Категория                    | Номиниран(и)                  | Резултат  |
| ------------------------------------ | ---------------------------- | ----------------------------- | --------- |
| Награди на филмовата академия на САЩ | Най-добра оригинална песен   | Пол Маккартни – „Vanilla Sky“ | номинация |
| Златен глобус                        | Най-добра поддържаща актриса | Камерън Диас                  | номинация |
| Златен глобус                        | Най-добра оригинална песен   | Пол Маккартни – „Vanilla Sky“ | номинация |

## „Ванила Скай“ в България
На 11 февруари 2016 г. KinoNova излъчва филма с български дублаж за телевизията. Екипът се състои от:
| Озвучаващи артисти  | Христина Ибришимова Даниела Йорданова Димитър Иванчев Здравко Методиев Станислав Димитров |
| Преводач            | Миряна Мезеклиева                                                                         |
| Тонрежисьор         | Цветомир Цветков                                                                          |
| Режисьор на дублажа | Димитър Кръстев                                                                           |